# Бельгія на Європейських іграх 2015
Бельгія на перших Європейських іграх у Баку була представлена 117 атлетами у 16 видах спорту.

## Медалісти
| Медаль | Спортсмен         | Вид спорту | Дисципліна                  | Дата      |
| ------ | ----------------- | ---------- | --------------------------- | --------- |
| Золото | Кат Дюмарей       | Акробатика | Жінки, багатоборство        | 19 червня |
| Золото | Юлі ван Гелдер    | Акробатика | Жінки, багатоборство        | 19 червня |
| Золото | Інеке ван Схор    | Акробатика | Жінки, багатоборство        | 19 червня |
| Золото | Кат Дюмарей       | Акробатика | Жінки, баланс               | 21 червня |
| Золото | Юлі ван Гелдер    | Акробатика | Жінки, баланс               | 21 червня |
| Золото | Інеке ван Схор    | Акробатика | Жінки, баланс               | 21 червня |
| Золото | Кат Дюмарей       | Акробатика | Жінки, динаміка             | 21 червня |
| Золото | Юлі ван Гелдер    | Акробатика | Жінки, динаміка             | 21 червня |
| Золото | Інеке ван Схор    | Акробатика | Жінки, динаміка             | 21 червня |
| Золото | Шарлін ван Снік   | Дзюдо      | Жінки, до 48 кг             | 25 червня |
| Срібло | Солано Кассамайор | Акробатика | Змішані пари, багатоборство | 19 червня |
| Срібло | Яна Ваставел      | Акробатика | Змішані пари, багатоборство | 19 червня |
| Срібло | Солано Кассамайор | Акробатика | Змішані пари, баланск       | 21 червня |
| Срібло | Яна Ваставел      | Акробатика | Змішані пари, баланск       | 21 червня |
| Срібло | Солано Кассамайор | Акробатика | Змішані пари, динаміка      | 21 червня |
| Срібло | Яна Ваставел      | Акробатика | Змішані пари, динаміка      | 21 червня |
| Срібло | Ліанн Тан         | Бадмінтон  | Жінки, одиночний розряд     | 28 червня |
| Бронза | Сі Мохаммед Кетбі | Тхеквондо  | Чоловіки, до 58 кг          | 16 червня |
| Бронза | Дірк ван Тіхелт   | Дзюдо      | Чоловіки, до 73 кг          | 26 червня |
| Бронза | Тома Нікіфоров    | Дзюдо      | Чоловіки, до 100 кг         | 27 червня |